# A World Without Heroes
A World Without Heroes – ballada rockowa amerykańskiego zespołu Kiss, wydana na singlu w 1981, który promował album Music from „The Elder”. Autorami utworu są Gene Simmons, Paul Stanley, Lou Reed oraz Bob Ezrin. Piosenka początkowo miała nosić tytuł „Every Little Bit of Your Heart”. W 1996 roku zespół ponownie nagrał utwór, tym razem w wersji akustycznej (Unplugged), którą wydano na albumie Kiss Unplugged.

## Listy przebojów
| Kraj              | Lista (1981)      | Pozycja |
| ----------------- | ----------------- | ------- |
| Wielka Brytania   | UK Singles Chart  | 55      |
| Stany Zjednoczone | Billboard Hot 100 | 56      |

## Wersje innych wykonawców
W 1991 roku utwór został nagrany przez Cher i wydany na jej albumie Love Hurts.